# Mack Trucks

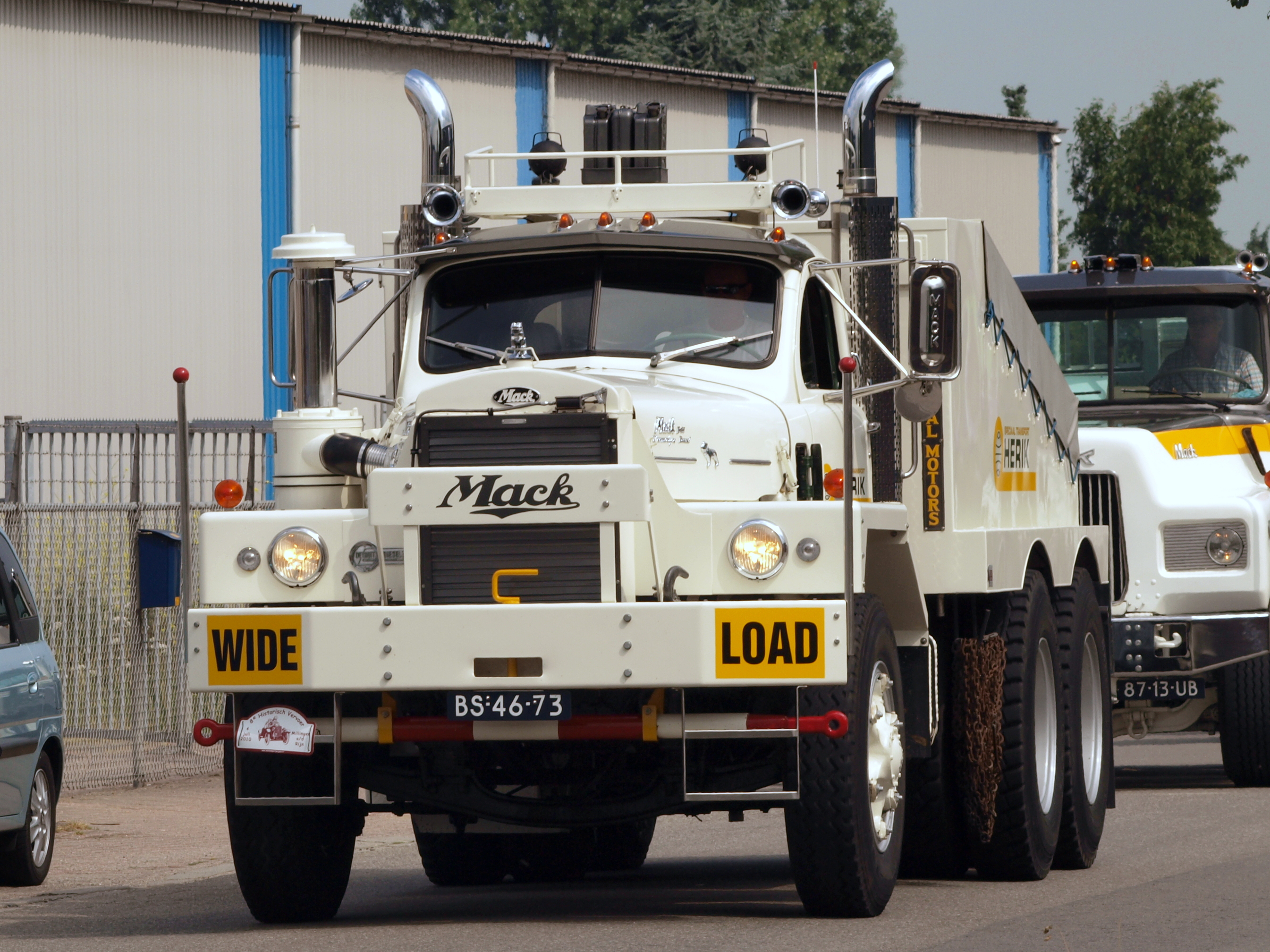
1965 MACK B80 SX

Mack Trucks, Inc. — американська транснаціональна компанія-виробник великовагових вантажівок категорії N3 та колишній виробник автобусів і тролейбусів. Будучи заснованою у 1900 році як Mack Brothers Company, вона виготовила свою першу вантажівку у 1907 році, та була перейменована і отримала назву Mack Trucks, Inc. у 1922. З 1990 року Mack перейшла у власність Renault Véhicules Industriels, а з 2002 року компанія стала підрозділом AB Volvo і формально отримала назву Volvo Powertrain.
З моменту заснування штаб-квартира компанії була в Брукліні (Нью-Йорк), після чого її перенесли в м. Аллентаун (Пенсильванія), де вона і перебувала з 1905 року по 2009 рік, а після переходу Mack у власність AB Volvo штаб-квартиру перенесли в м. Ґрінсборо (Північна Кароліна). Основні види продукції Mack продовжують виробляти у м. Меканґі (Пенсильванія). Введено в дію складальний завод у м. Хейґестаун (Меріленд). Філіали компанії працюють в Австралії та Венесуелі.

## Історія

### Історія компанії

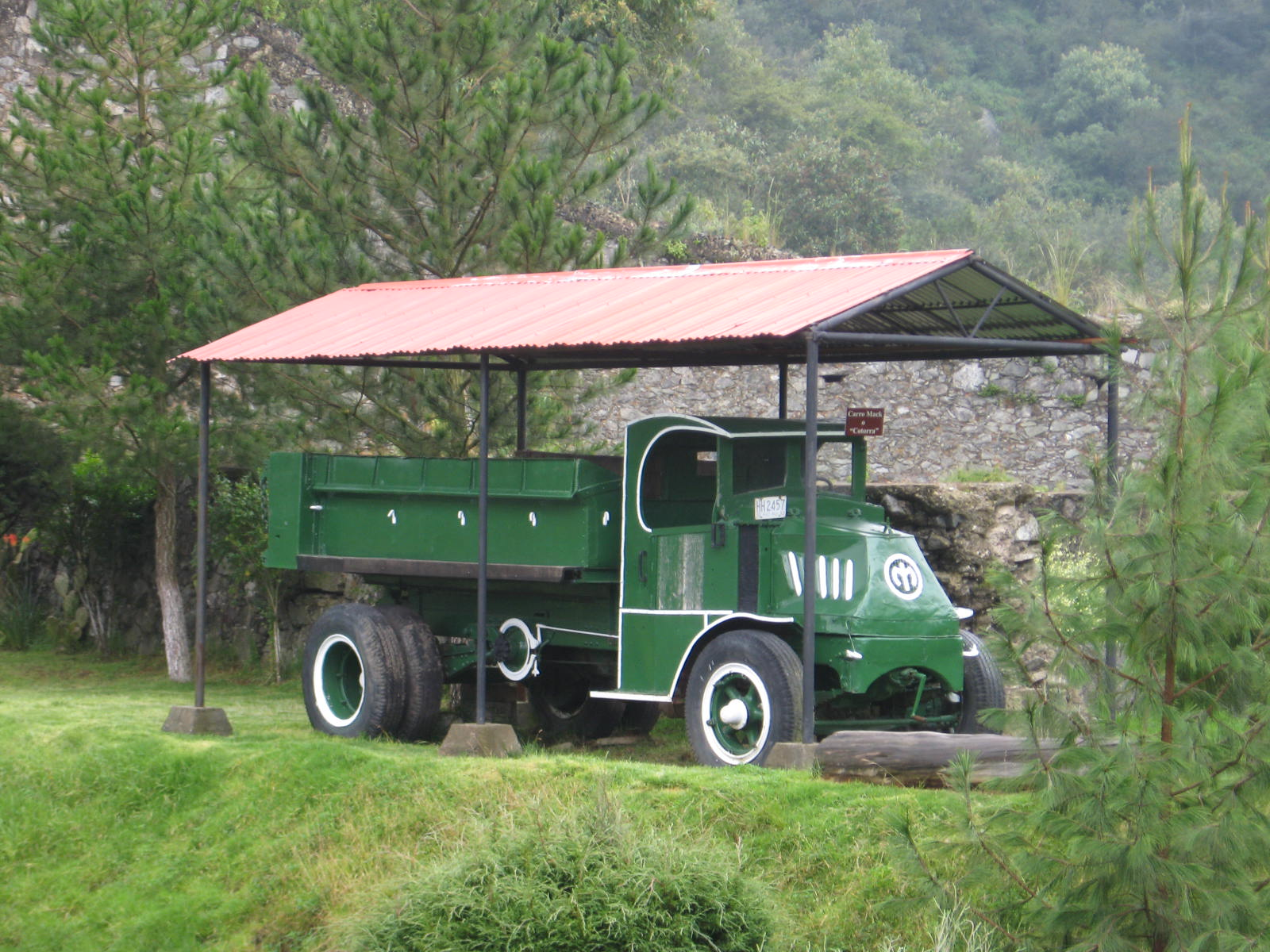
Вантажівка Mack, що застосовувалась для перевезення руди. Експонат музею гірничої справи «Шахта Акоста» міста Мінераль-дель-Монте, штат Ідальго, Мексика.

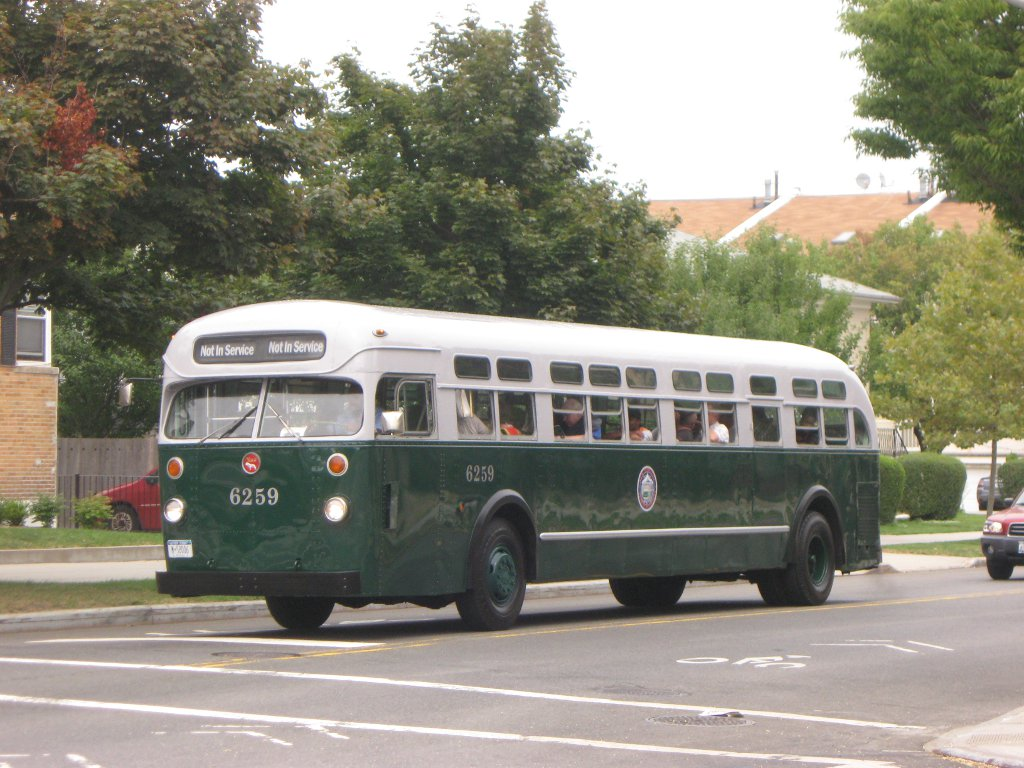
Автобус Mack C-49-DT (побудований у 1956)

У 1900 році троє братів Мак, які працювали у автомобільному бізнесі, започаткували власний завод з виробництва автобусів Mack Bus, орієнтуючись на замовлення екскурсійної компанії.
Два роки по тому, у 1902 році компанія отримала назву Mack Brothers Motor Car Company і була зареєстрована в Нью-Йорку. Продукція компанії вироблялась під маркою Manhattan. 
У 1905 році компанія переїхала у м. Аллентаун (Пенсильванія). До компанії приєднуються четвертий і п'ятий брати.
23 вересня 1911 року компанія Mack Brothers Motor Car Company злилася із компанією Saurer Motor Truck Company, утворивши при цьому International Motor Truck Company (IMTC) і до 1918 року виробляла продукцію під маркою Saurer.
У 1919 році компанія налагоджує співпрацю із військовим відомством США і починає отримувати військові замовлення.
У 1922 році компанія отримала сучасну назву Mack Trucks, Inc.. Остаточно сформувався логотип компанії, до якого додали корпоративний символ — бульдога, на що у 1932 році було отримано патент.
У 1956 році Mack купує компанію Brockway Motor Company, яка продовжуватиме виробляти продукцію до 1977 року.
В 1966 році Mack розпочинає виробництво своєї продукції на заводі в м. Оквілл (Онтаріо), Канада. Штаб-квартира розташовувалася в районі Іслінґтон міста Торонто (провінція Онтаріо). Завод було закрито у 1993 році.
В 1979 році співвласником компанії стає Renault і станом на 1982 рік частка власності Renault сягає 20%, а у 1983 році — 40%. Врешті-решт, у 1990 році Mack повністю переходить у власність французької корпорації і стає її підрозділом.
У 2001-му Mack разом із Renault Véhicules Industriels стали частиною AB Volvo. Після проведених реорганізацій у 2006 році Mack б'є рекорди продаж, а в 2008-му штаб-квартиру переносять у  Ґрінсборо (Північна Кароліна).

### Історія технічного розвитку та виробництва продукції

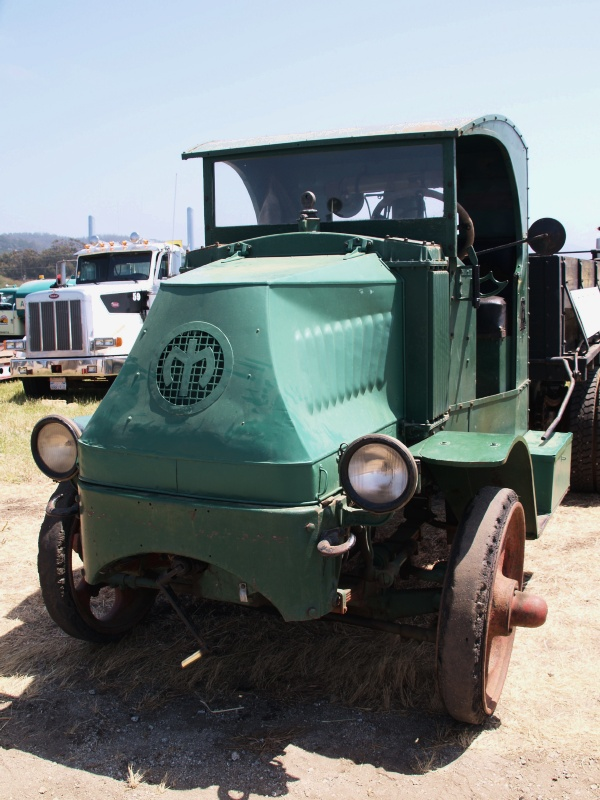
Mack AC (модель 1915 р.)

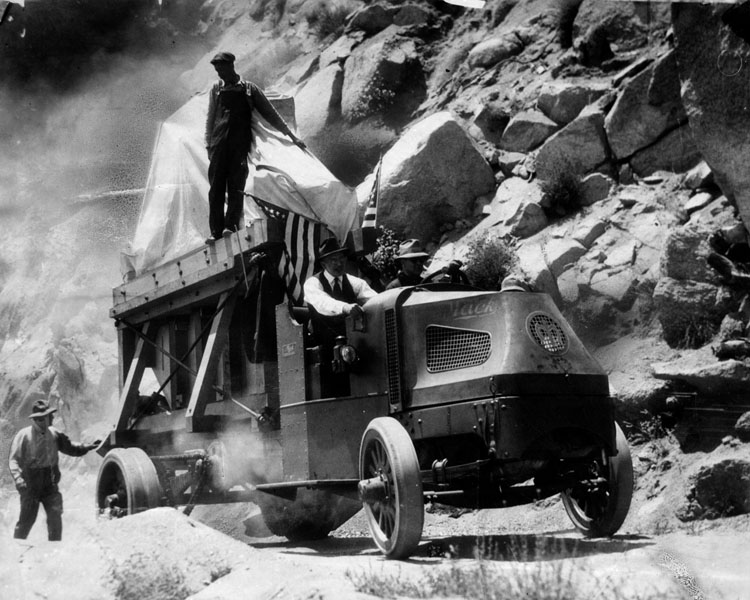
Велике 100-дюймове дзеркало для Обсерваторії Маунт-Вілсон під час перевезення по платній дорозі Маунт-Вілсон на вантажівці Mack AC (модель 1917 р.)

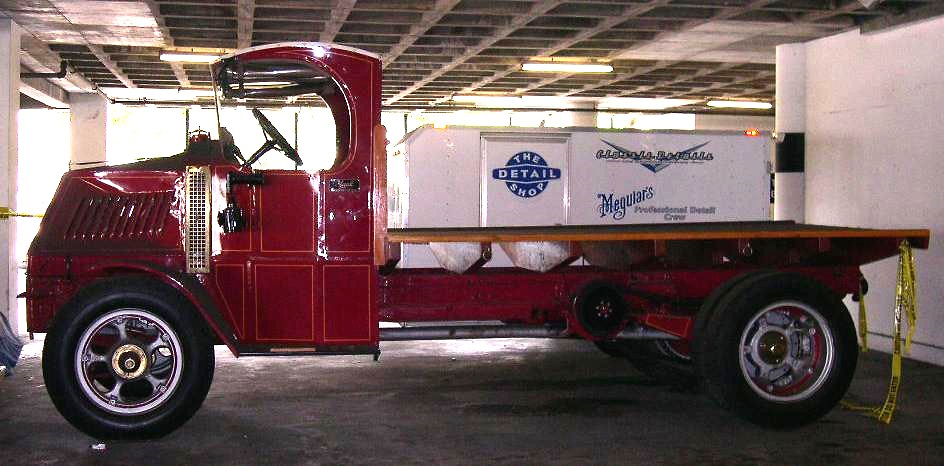
Mack AC (модель 1920 р.), вантажівка із вантажною платформою. Експонат Автотранспортного музею Петерсона

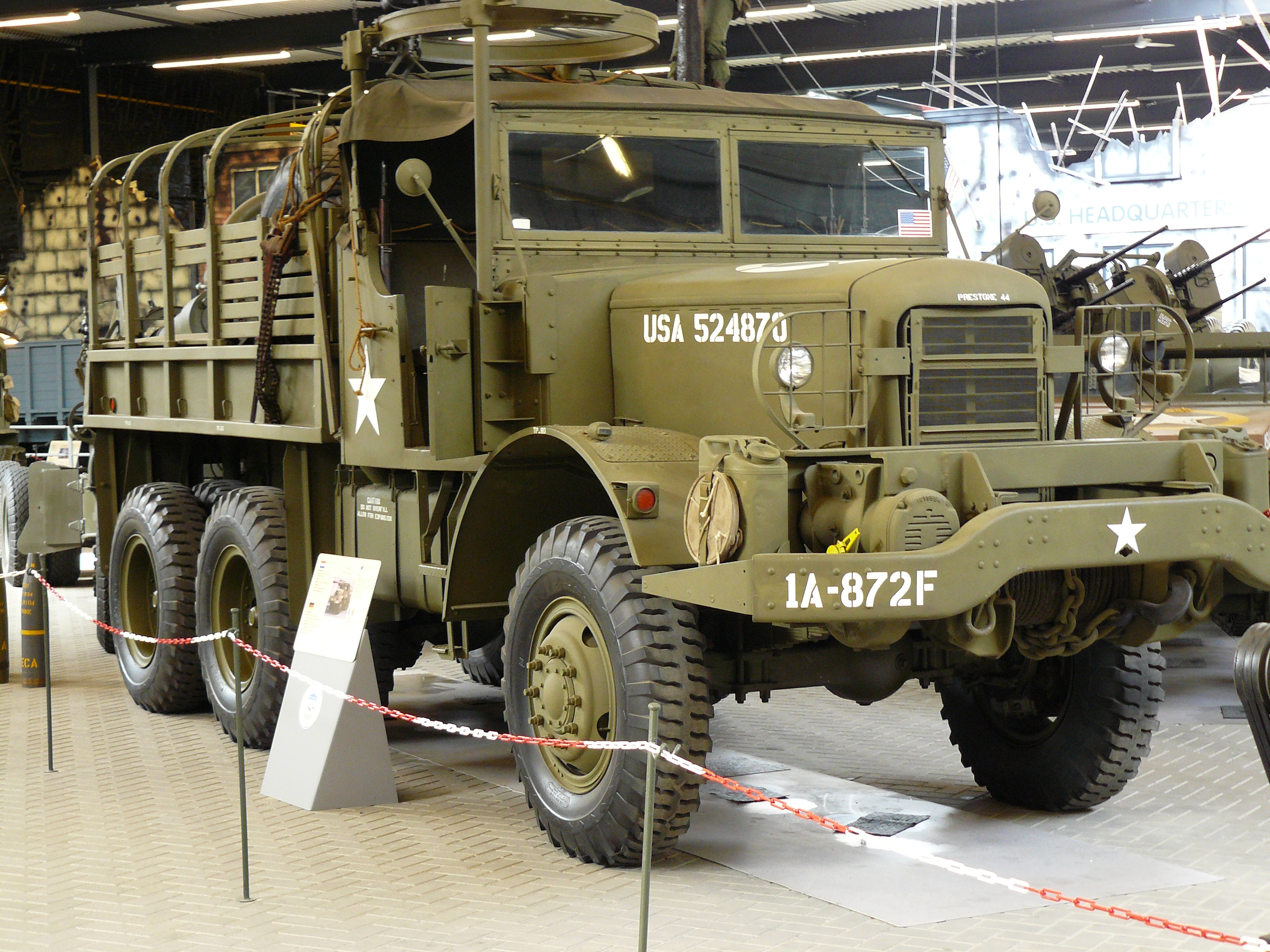
Артилерійський тягач Mack NO-6

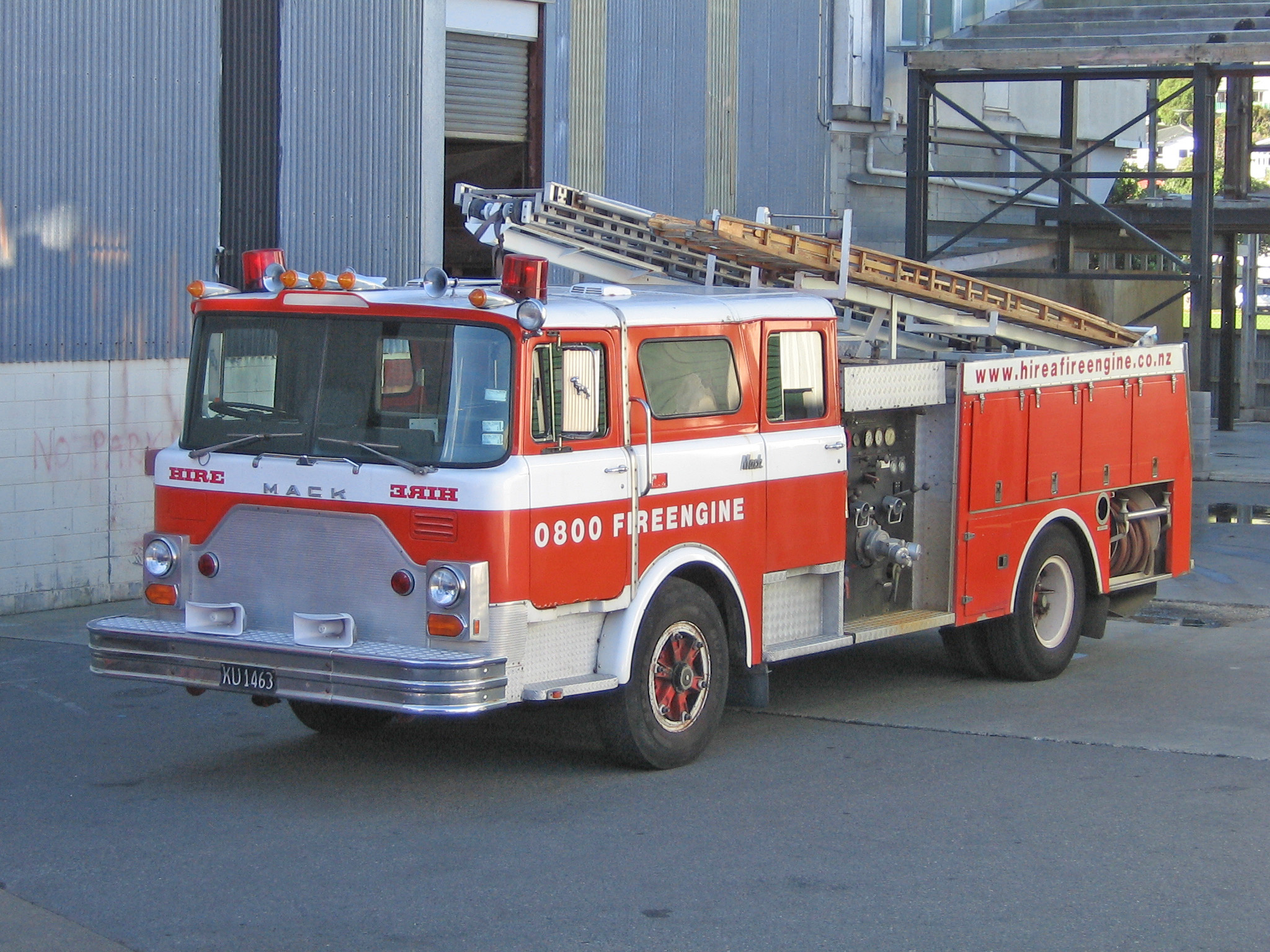
Пожежний Mack

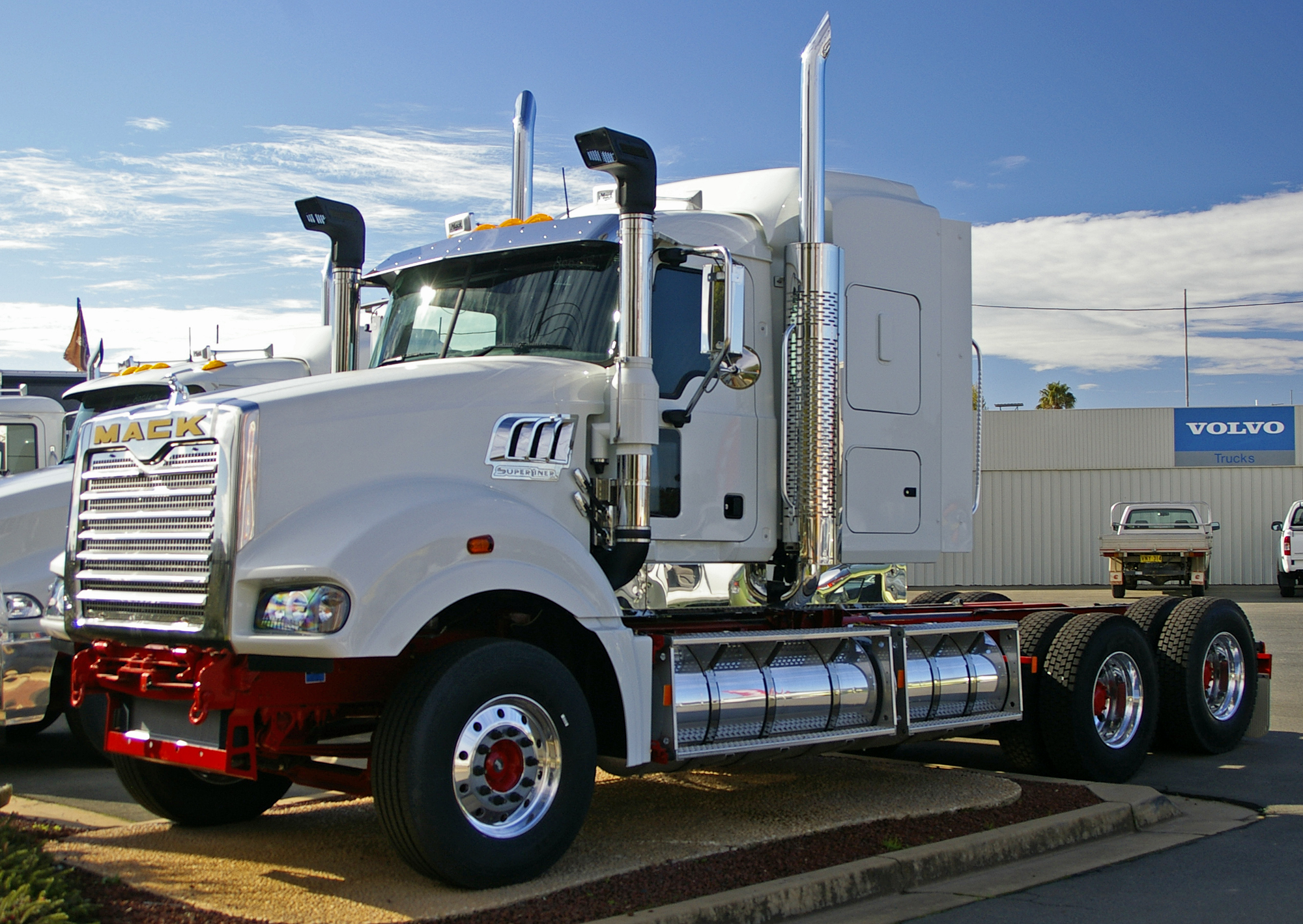
Mack Superliner у Австралії

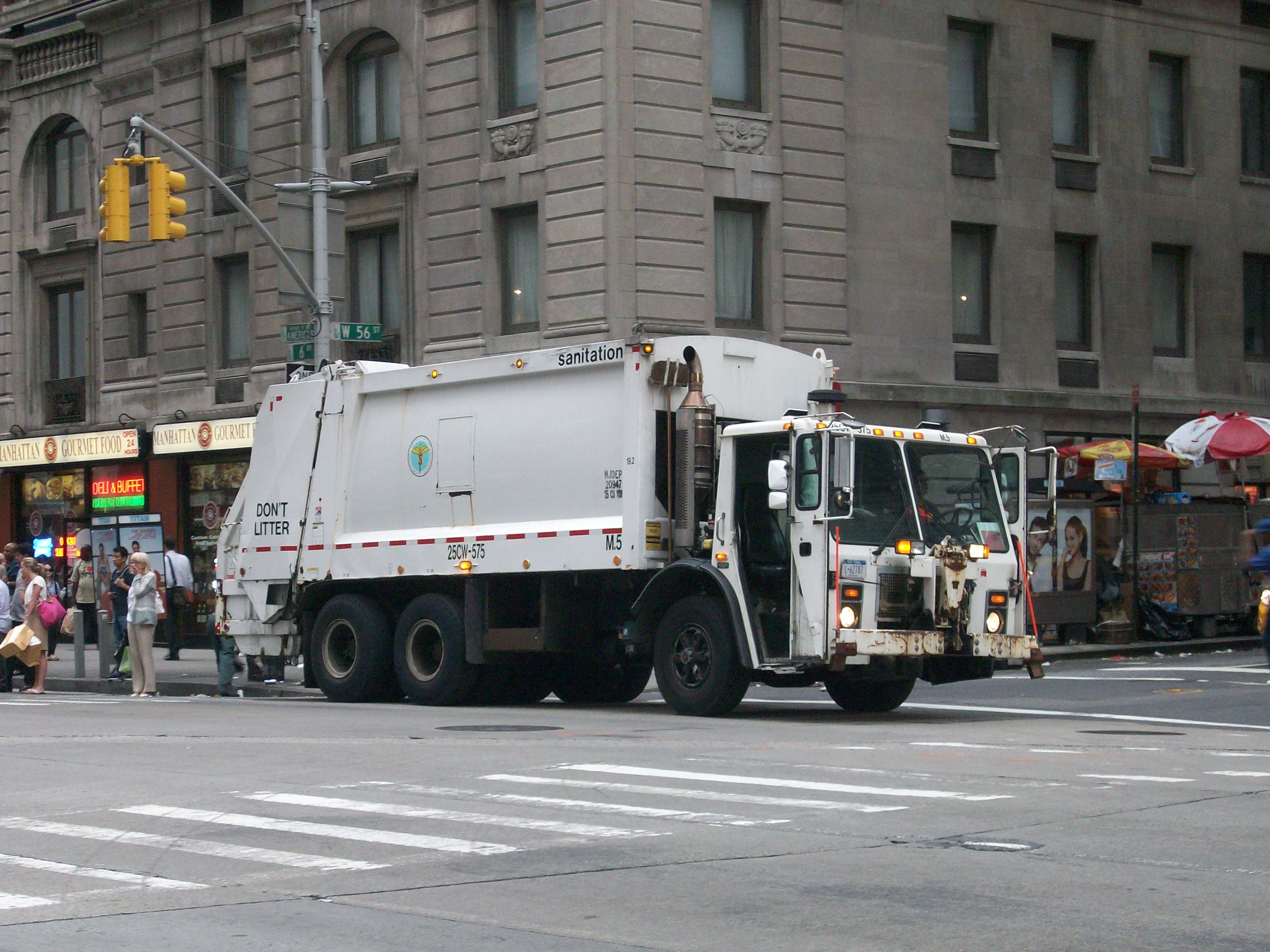
Mack TerraPro LE («Cabover із низьким входом») для прибирання сміття на вулицях Нью-Йорка

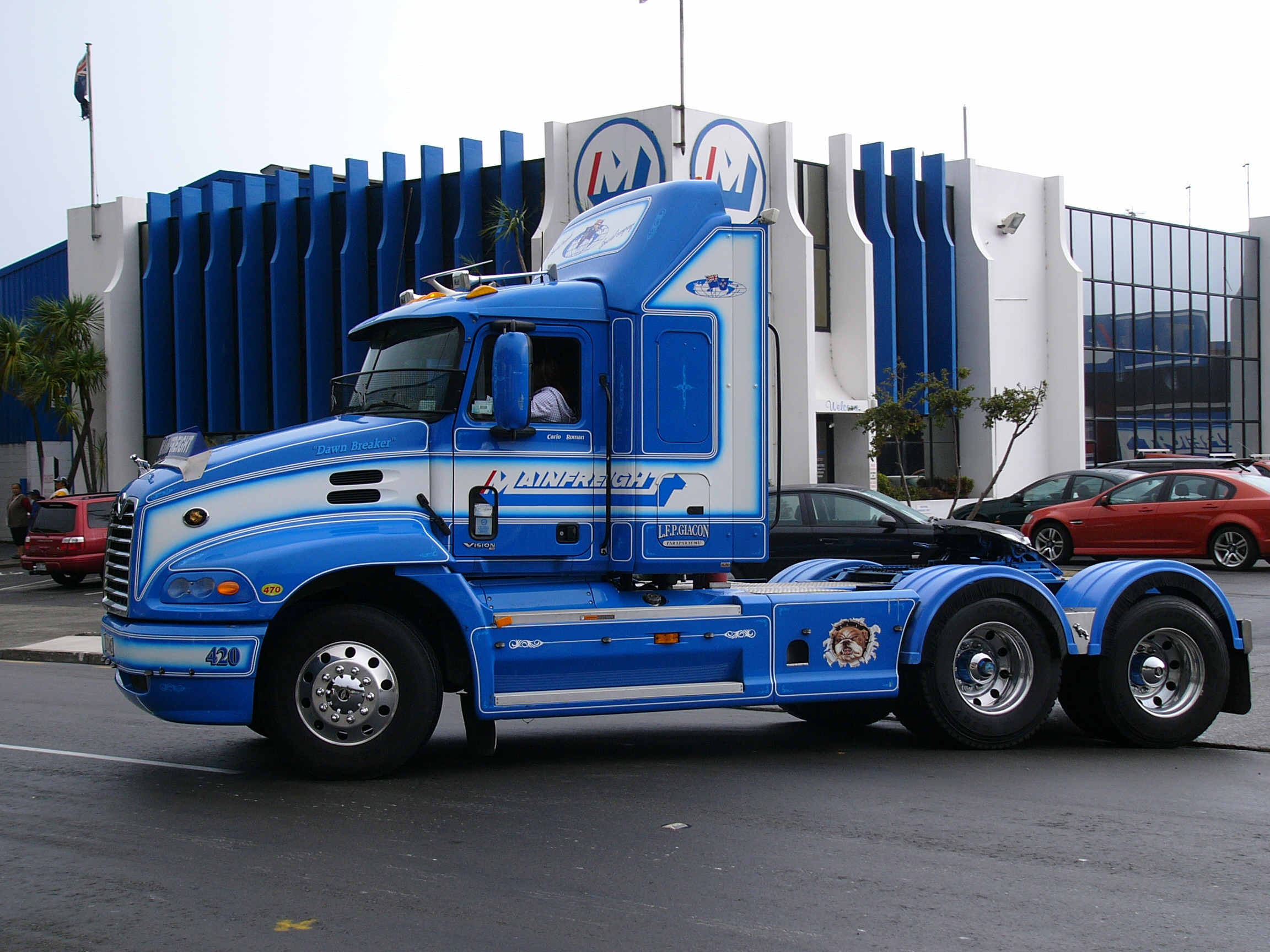
Тягач для швидкісних автодоріг Mack Vision, підготовлений до перегонів у Новій Зеландії

З часу заснування компанія виробляє різні типи транспортних засобів — від автобусів до пожежних автомобілів невеликими партіями і тільки у 1914 році розпочато серійне виробництво вантажівок моделі Mack AB, а у 1916-му — Mack AC. До 1918-го було продано близько 40 000 вантажівок цієї моделі. Під час Першої світової війни для збройних сил США і Великої Британії було поставлено близько 6 000 автомобілів цієї моделі.
У 1918-му Mack перший із виробників вантажних автомобілів застосовує повітряні фільтри та фільтри очищення оливи. У 1920-му Mack перший із виробників вантажних автомобілів застосовує на своїх вантажівках потужні гальма. У 1922-му році на моделі Mack AB вперше застосовано приводний вал замість традиційних на той час ланцюгових передач.
У тому ж 1922-му досягає свого апогею виробництво автомотрис, започатковане ще у 1905 році четвертим із братів Мак — Джозефом, і які застосовувалися на приміській ділянці залізниці Нью-Йорка. Автомотриса являла собою розрахований на 30-50 пасажирів рейковий транспортний засіб із бензиновим двигуном.
У 1927-му розпочато виробництво моделей Mack BB та Mack BJ.
У 1934 році було розпочато виробництво тролейбусів, яке, однак, продовжувалося тільки до 1943-го. Всього було виготовлено 290 тролейбусів.
У 1936-му запущено у виробництво нову серію вантажних автомобілів Mack E та Mack Jr.
Першим із виробників великовагових автомобілів Mack у 1938 році налагодив виробництво дизельних двигунів власної розробки.
Напередодні Другої світової війни Mack налагоджує тісне співробітництво із військовими відомствами США, Канади, Великої Британії та Франції. У 1940 році до британської та французької армій постачалися вантажівки моделей NR4, EXBU.
Під час Другої світової війни Mack використав усі свої потужності для виробництва продукції, призначеної для збройних сил США, Великої Британії, Франції та Канади. За обсягами військових контрактів часів Другої світової війни Mack Trucks зайняв 63-тє місце серед компаній США.
Загалом, з 1941 по 1945 роки до об'єднаних збройних сил союзних держав було поставлено 35 096 транспортних засобів. Із загальної кількості поставлених транспортних засобів «бойова серія N» (NB, NU, NM, NO, NR тощо) становила загалом 26 965 одиниць. Засоби транспортного призначення, включаючи вантажівки, позадорожні, тягачі, причепи, автобуси, становили решту. Одних тільки NO з 1940-го по 1945-ий роки було вироблено 2 053 штук. NO — позадорожня вантажівка із колісною формулою 6х6, довжиною 5 метрів, вантажопідйомністю 2 тонни, могла застосовуватися і як транспортний автомобіль, і як тягач для польової 155-мм гармати «Long Tom».
Mack також виготовив 2 600 силових передач для танків. Автобусний завод у Аллентауні (5С) виготовляв як літаки Vultee і гідролітаки PBY Catalina, так і складові частини для літаків Vultee BT-13 Valiant та для бомбардувальників B-24 Liberator. У 1942-му більше, ніж 700 вантажівок моделі NJU (від 5-ти до 4-ох тонних вантажівок із колісною формулою 4х4) перебувало на службі в американській армії.
Серія L Model, виробництво якої розпочалось в 1940-му, продовжувала вироблятися до 1952-го. У 1950-му започатковано виробництво нової моделі Mack A Model, яке продовжувалося до 1953-го і було замінено моделлю Mack B Model, яку виробляли до 1966.
У 1955-му на ринок вийшла нова міська вантажівка D Model із низько розташованою спереду автомобіля кабіною. Доступ до відділення двигуна був можливий за рахунок «піднімання-перекидання» кабіни. Кабіна піднімалась вперед-вгору двома розташованими позаду кабіни телескопічними напрямними гідропідйомниками. Модель вироблялася у двох стилях. Перший стиль мав квадратну решітку і неакуратне облицювання. Його виробляли у 1955-му та на початку 1956-го. Другий стиль мав стилізовану решітку, вікно заднього огляду в кабіні, акуратні і стилізовані емблеми і облицювання. Вантажівки цього стилю вироблялися з середини 1956-их і до закінчення виробництва моделі D Model у 1958-му. Загалом, від 1955-го і до 1958-го вироблено 832 автомобілі даної моделі.
У 1956 році Mack закуповує оснащення у фірми Ahrens-Fox Fire Engine Co і розпочинає виробництво пожежних автомобілів на шасі своїх вантажівок. Перший такий автомобіль B85F купує столиця Бермудських Островів місто Гамільтон.
D Model змінює запроваджена у серійне виробництво G Model із розташованою над двигуном (англ. cab-over-engine (COE)) клепаною алюмінієвою кабіною . Модель вироблялася із 1959-го по 1962 рік. Загалом було виготовлено 2 181 автомобіль. У 1962 році сімейство вантажівок із кабінами COE продовжила F Model із повністю сталевою кабіною. Вироблялися дві модифікації цієї моделі — F (без спального місця) та FL (із спальним місцем для водія).
У 1965 році Mack розпочав виробництво пожежних автомобілів Super Pumper System, які було застосовано Департаментом пожежної охорони міста Нью-Йорк. Одночасно з цим, розпочато виробництво серії R Model, яка замінила собою Mack B Model. Деякі версії серії R продовжували вироблятися до 2005 року. У 1967-му С Model повністю заміняє CF Model.
У 1969 році Mack запатентував пневматичну підвіску кабіни.
В 1975-му відкрито новий завод у м. Меканґі (Пенсильванія), де розпочато виробництво нової серії Cruise-Liner, яку продовжували виробляти до 1983 року. В 1977-му розпочато виробництво нової моделі Super-Liner, виробництво якої продовжувалося протягом п'ятнадцяти років — до 1993-го. У 1978 році розпочато виробництво міських вантажівок із спереду низько розташованими кабінами серій MC/MR.
У 1979-му започатковане виробництво вантажівки середньої вантажності моделі Mid-Liner, яку виробляла Renault Véhicules Industriels у Франції. У 1982-му розпочато виробництво MH Ultra-Liner, а в 1988-му розпочали виробництво вантажівок серії CH, призначених для міжміських перевезень по швидкісних трасах.
У 1989 році двигуни E7 приходять на зміну двигунам E6.
В 1990-му повністю припинено виробництво пожежних автомобілів.
У 1994 році Mack розпочав виробництво вантажівок для вивезення сміття LE (low entry).
Новий тягач Vision by Mack, призначений для швидкісних автодоріг, запущено у виробництво у 1999-му.
У 2001-му започатковане виробництво вантажівки середньої вантажності моделі Freedom, яку виробляє Renault Véhicules Industriels у Франції, як і її попередника — Mid-Liner. У цьому ж році проводиться оновлення дизайну серії R, із заміною покажчиків, кнопок, обладнання дверей, та розпочато виробництво серії вантажівок і спеціалізованих транспортних засобів Granite, призначених для будівельних робіт.
У 2003 році Mack залишає ринок вантажівок середньої вантажності і зупиняє виробництво моделей серії Freedom.
У 2006-му та 2007-му розпочинається виробництво нових сімейств тягачів для швидкісних автодоріг, які призначені замінити серію Vision, і до яких, окрім інших, входять моделі LEU та MRU. Одночасно відбувається перехід до застосування на усіх вантажівках Mack двигунів, сумісних із US07.
У 2003 році Mack розпочинає виробництво нової серії автомобілів моделей Titan надвеликої вантажності, з 16-ти літровими двигунами моделей MP10 — найбільшими із 6-ти циліндрових двигунів Mack, які розвивали 515, 565 та 605 кінських сил (451 кВт).
В жовтні 2010-го Mack заявив, що його Terrapro Cabover буде працювати на природному газі за рахунок застосування двигуна Cummins Westport.

## Продукція

### Сучасні моделі

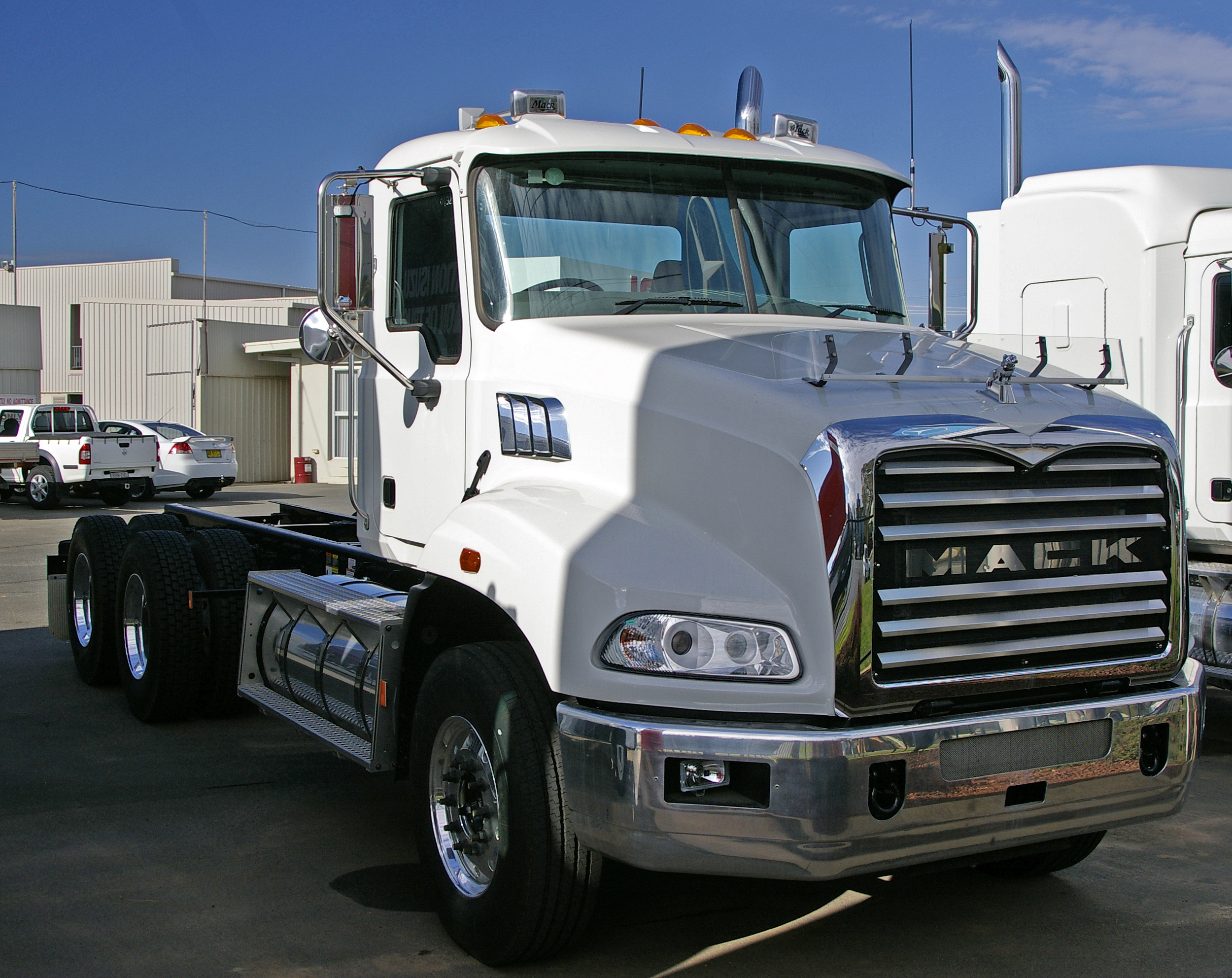
Mack Granite у Австралії

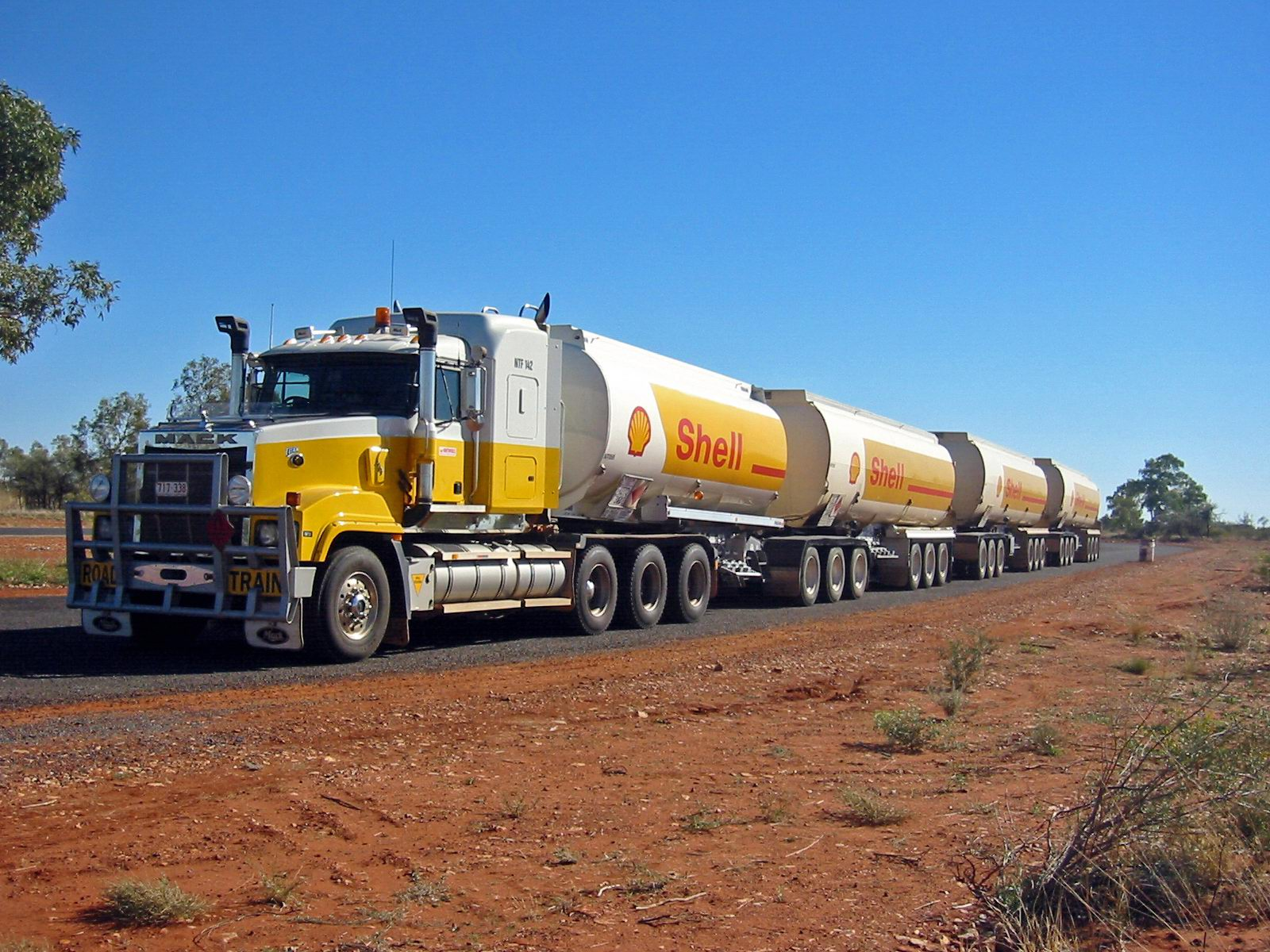
Mack Titan в складі автопоїзда в Австралії

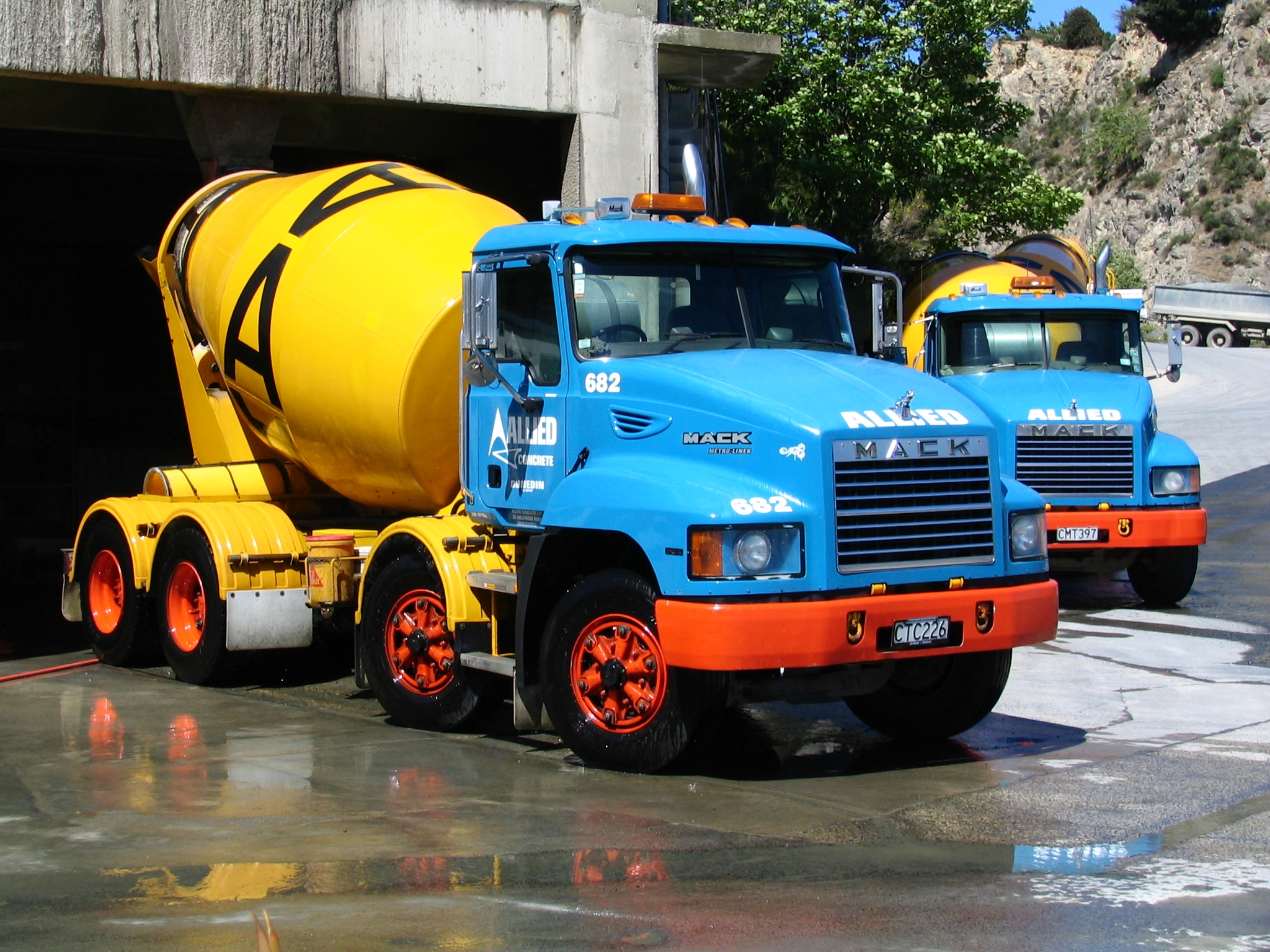
Mack Metro-Liner для перевезення бетонних сумішей

#### Північна Америка
Серії моделей для будівельної індустрії
- Granite
  - Granite Axle Back
- TerraPro Cabover

Серії надвеликої вантажності
- Titan

Серії для швидкісних автодоріг
- Pinnacle:
  - Pinnacle Sleepers (із спальним місцем/житловим салоном)
  - Pinnacle Axle Forward
  - Pinnacle DayCab (без спального місця/житлового салону)
  - Pinnacle Rawhide
- Smartway

Серії для вивезення сміття
- TerraPro Cabover
- TerraPro Low Entry
- Granite Axle Back
- Granite

Серії військового призначення
- Granite Armored Line Haul

#### Австралія, Нова та Зеландія
- Granite
- Metro-Liner
- Super-Liner
- Titan
- Trident
  - Trident Axle Forward
  - Trident Axle Back
- TerraPro (Замовлення через «Mack Trucks Australia»)
  - TerraPro Cabover
  - TerraPro Low Entry (з низьким входом)

## Виробничі потужності компанії
- США Mack Trucks, Inc. (Volvo Powertrain). Штаб-квартира розташована у м. Ґрінсборо, штат Північна Кароліна. Заводи розташовані у:
  - м. Меканґі, штат Пенсільванія (планується перенести усі види виробництва до цього заводу);
  - м. Хейґестаун, штат Меріленд (проектування та виробництво двигунів, трансмісій, систем відбирання потужності тощо);
  - м. Аллентаун, штат Пенсільванія (випробувальні підрозділи);
  - м. Мідлтаун, штат Пенсільванія (ремонтний завод з відновлення, ремонту та повторного застосування вартісних деталей, вузлів, агрегатів).
- Канада Mack Canada Inc. Штаб-квартира розташовується у районі Іслінґтон міста Торонто, провінція Онтаріо (компанія припинила діяльність у 1993 році). Завод був розташований у:
  - м. Оквілл, провінція Онтаріо (завод було закрито у 1993 році).
- Австралія Mack Trucks Australia Pty Ltd. Штаб-квартира у м. Брисбен (район Дарра), штат Квінсленд. Завод у:
  - м. Брисбен (район Вакол), штат Квінсленд (завод виробляє продукцію і для ринків таких країн, як  Нова Зеландія та  ПАР).
- Венесуела Mack De Venezuela CA. Штаб-квартира та завод розташовані у м. Каракас.